# 早水台遺跡
Lua エラー モジュール:Location_map 内、447 行目: 緯度の値が指定されていません。
早水台遺跡（そうずだいいせき）は、大分県速見郡日出町川崎にある旧石器時代から縄文時代早期にかけての複合遺跡である。別府湾を眼下に望む河岸段丘上に立地する。

## 概要
縄文時代早期の遺跡としては、遺跡の名が付いた早水台式土器の出土地として知られる。早水台式土器は細かい目の押型文土器で、西日本における縄文時代早期の標式土器とされている。他遺跡から出土した同型土器の放射性炭素年代測定によれば、その年代は8200年前とされる。
旧石器時代の遺跡としては、1950年代（昭和26-35年）に東北大学の芹沢長介をはじめとする多数の考古学者によって5次にわたって行われた発掘調査で下層から発見された石英製石器が、10万年以上前の前期旧石器時代のものとされ注目を集めた。しかし、現在では、日本には前期～中期旧石器時代の確実な遺跡は存在しないとされている。最近の研究では、注目の「石英製旧石器」は層位学上、九重第一テフラが降下した約4万年前以降に位置づけられる可能性が高いとされる。
大分県は、1958年（昭和33年）3月25日付けで学術的な重要性に照らし県の史跡に指定していた。しかし、1963年（昭和38年）に農地構造改善事業として遺跡範囲を蜜柑園に造成する希望が土地所有者からなされ、県は1964年（昭和39年）2月に緊急発掘調査（第5次調査）をしたのち、1965年（昭和40年）3月付けで史跡指定を解除した。これにより遺跡の3分の2は蜜柑園となり消失している。
1963年（昭和38年）以降、大分県教育委員会によって発掘調査が度々行われ、縄文時代の竪穴建物も検出されている。
上述の1964年（昭和39年）2月の発掘調査で芹沢長介は、地下約3メートルにある安山岩角礫層（5層）から出土した石英脈岩製の石器に注目した。このときの調査（第5次）で3層上部から後期旧石器時代の石刃、石刃核、局部磨製石斧などが出土している。
2001年（平成13年）には、東北大学総合学術博物館によって37年ぶりに第6次調査が行われた。同年に第7次、翌2002年（平成14年）に第8次調査も行われており、1964年（昭和39年）の第5次調査で芹沢長介が検出した「石英製石器」の出土層を確認している。この一連の調査で2～4センチメートル大のスクレイパー類が多く出土し、この遺跡の下層の石器群は、チョッパー、チョッピング・トゥール、プロト・ハンドアックスの大型石器とともに、小型の石器が主体を占めている事が分かった。また、安山岩角礫層（5層）のすぐ上から九重第一軽石（Kj-P1、約5万年前）に由来する火山ガラスが検出され、地質学上の年代下限が把握された。その結果を踏まえた過去の調査の検証が期待されている。